# Związek Sybiraków

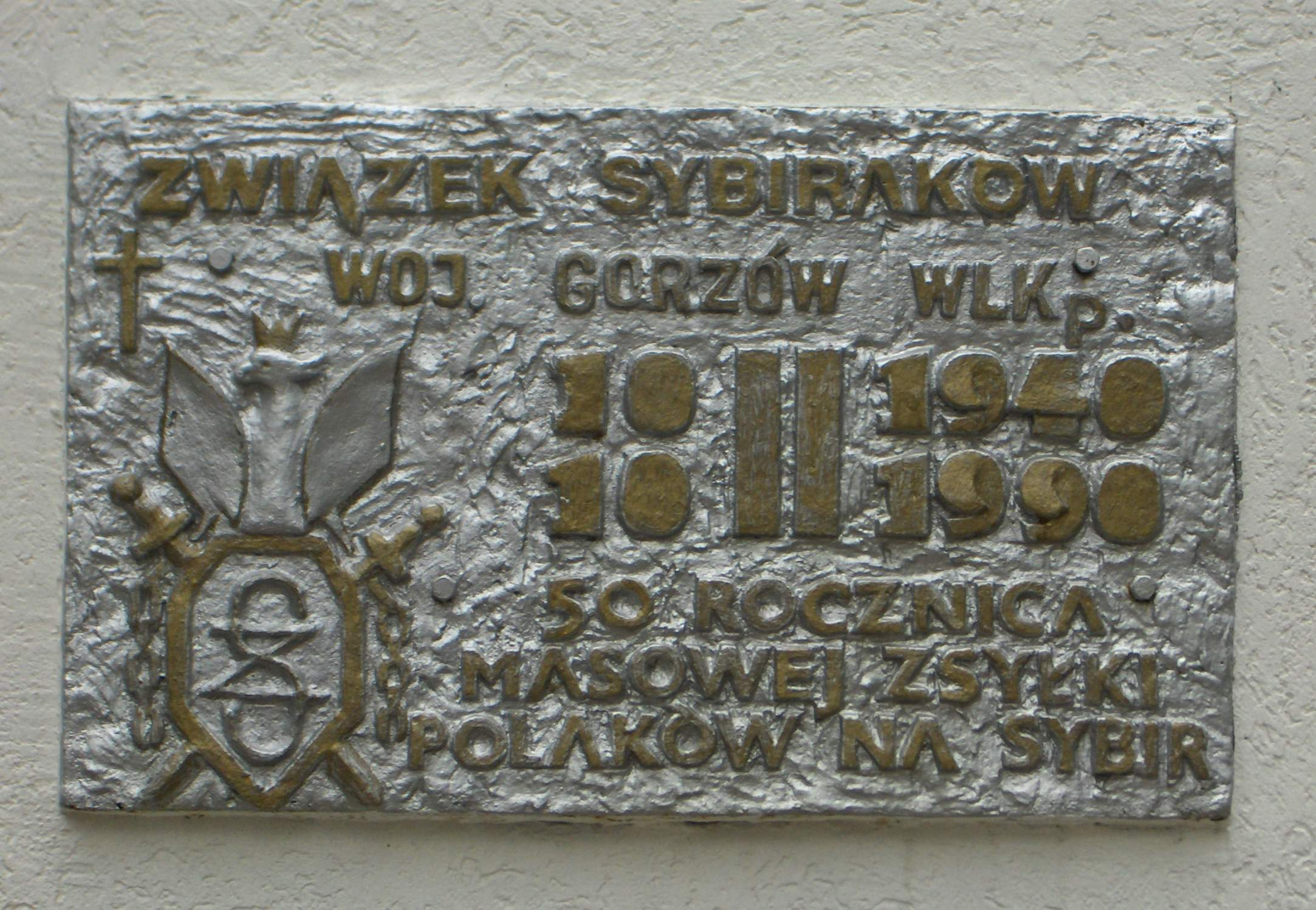
Dawna tablica pamiątkowa na Pomniku Sybiraków w Słubicach

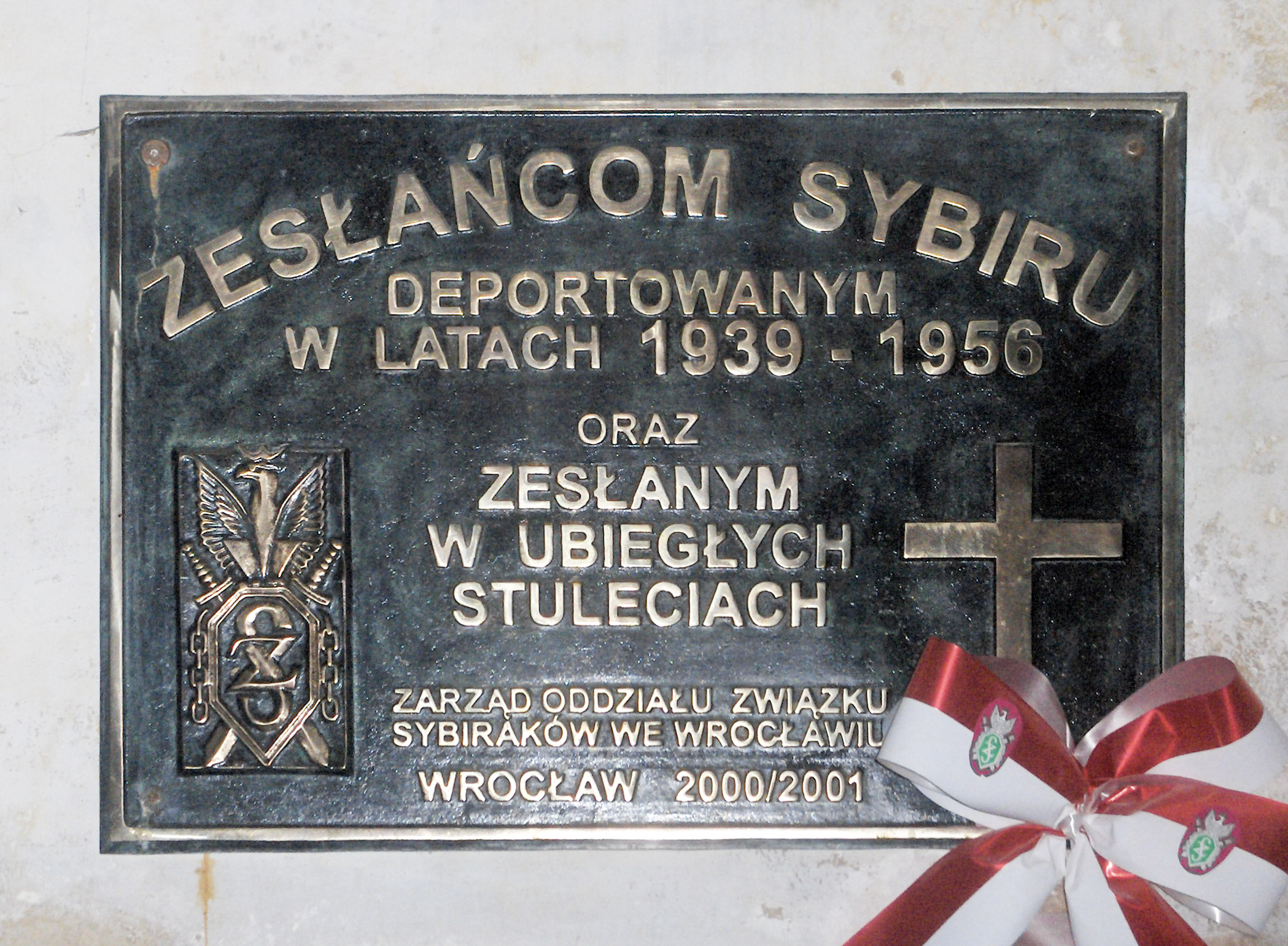
Tablica pamiątkowa poświęcona Zesłańcom Sybiru (bazylika św. Elżbiety Węgierskiej we Wrocławiu)

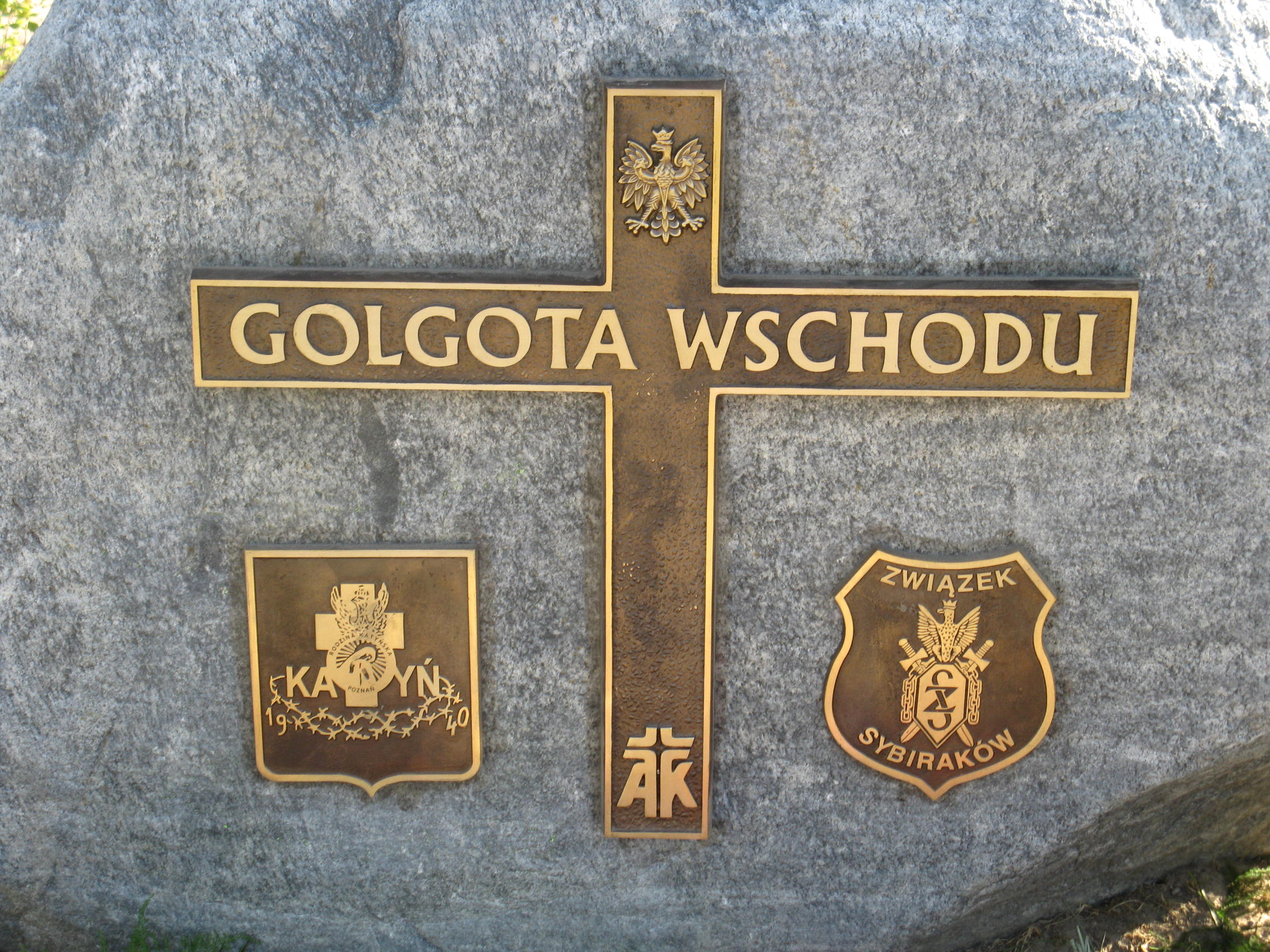
Pomnik "Golgota Wschodu" na Osiedlu Wichrowe Wzgórze w Poznaniu

Związek Sybiraków – polska organizacja grupująca byłych zesłańców, którzy nazywają siebie Sybirakami. Od 1989 prezesem Związku był Ryszard Reiff, a obecnie jest Kordian Borejko.

## Historia
W 1921 powstał Niezależny Akademicki Związek Sybiraków skupiający młodych ludzi urodzonych na Syberii (istniał do 1927). W Katowicach żołnierze 5 Dywizji Syberyjskiej utworzyli w 1926 Zrzeszenie Sybiraków. W 1928 powstał Związek Sybiraków. Podczas zjazdu 1 lipca 1928 nadano godność członków honorowych związku jednogłośnie Józefowi Piłsudskiemu, Benedyktowi Dybowskiemu i Wacławowi Sieroszewskiemu. Prezesami Zarząd Głównego ZS byli Antoni Anusz, (1928-1931), Henryk Suchenek-Suchecki i płk Jan Skorobohaty-Jakubowski (1938-1939).
Po II wojnie światowej reaktywacja Związku Sybiraków nie była możliwa z powodów politycznych. W 1988 grono osób z Ryszardem Reiffem na czele opracowało statut stowarzyszenia. Rejestracja Związku została dokonana 17 grudnia 1988.

## Cele
- Reprezentowanie i obrona interesów swoich członków, a zwłaszcza uzyskiwanie dla nich praw, takich jak: odszkodowania, renty, emerytury, uprawnienia zdrowotne, kombatanckie itp.
- Prowadzenie działalności charytatywnej.
- Świadczenie pomocy swoim członkom oraz Polakom zamieszkałym poza granicami Rzeczypospolitej Polskiej, szczególnie przebywającym na terenie byłego ZSRR.
- Roztaczanie opieki nad inwalidami i członkami rodzin po zmarłych i poległych Sybirakach.
- Upamiętnianie losów zesłańców polskich i opieka nad ich grobami.
- Przeciwstawianie się wszelkim przejawom totalitaryzmu, nietolerancji, będących zagrożeniem wolności człowieka i jego godności.
- Współpraca z organizacjami o podobnych celach, również z tymi, które mają siedziby poza granicami Rzeczypospolitej Polskiej.
- Popularyzacja i upowszechnianie wartości patriotycznych i obywatelskich oraz poszanowanie kultury, tradycji narodowych i ogólnoludzkich.
- Prowadzenie działalności pożytku publicznego.

## Działalność wydawnicza
O tematach związanych z historią oraz współczesnością Związku traktują wydawnictwa: „Sybirak” (czasopismo stanowiące organ Związku Sybiraków) oraz „Zesłaniec” (pismo Rady Naukowej Zarządu Głównego Związku Sybiraków).

## Odznaczenia
Przed 1939 Związek Sybiraków przyznawał odznakę pamiątkową V Dywizji Syberyjskiej i odznakę Związku Sybiraków.
Około 1992 został wybity medal o treści Pod Twoją Obronę Sybiracy.
W najnowszych czasach organizacja przyznaje Odznakę Honorową za Zasługi dla Związku Sybiraków i Honorową Odznakę Sybiraka. Ponadto od 2003 prezydent RP nadaje Krzyż Zesłańców Sybiru.
W 2011 Związek Sybiraków otrzymał nagrodę Kustosz Pamięci Narodowej.

## Cmentarz
Od 1935 czyniono starania celem utworzenia Cmentarza Sybiraków, zaś 13 lipca 1938 otrzymano zezwolenie od Kurii Polowej Wojsk Polskich i Komendy m. st. Warszawy, natomiast od 9 września do 15 października tego roku wykonywano roboty na Cmentarzu Powązkowskim w Warszawie pod kierunkiem i nadzorem inż. Bogusława Hryniewicza, autora planu kwatery cmentarnej Sybiraków, po czym 1 listopada 1938 poświęcono tamże krzyż w miejscu, gdzie zaplanowano ustanowienie obelisku.

## Członkowie
Godność członka honorowego Związku Sybiraków otrzymali Józef Piłsudski, Bronisław Nakoniecznikow-Klukowski (1938).